# Sinio
Sinio (piemontisch: Sin-i) ist eine Gemeinde in der italienischen Provinz Cuneo (CN), Region Piemont. 

## Lage und Einwohner
Sinio liegt 61 km nordöstlich von der Provinzhauptstadt Cuneo und 17 km  südlich von Alba auf einer Höhe von 357 m in der Langhe.  Das Gemeindegebiet umfasst eine Fläche von 8 km² und hat 485 Einwohner (Stand 31. Dezember 2023).
Die Nachbargemeinden sind Albaretto della Torre, Cerreto Langhe, Montelupo Albese, Roddino, Rodello und Serralunga d’Alba.

## Geschichte

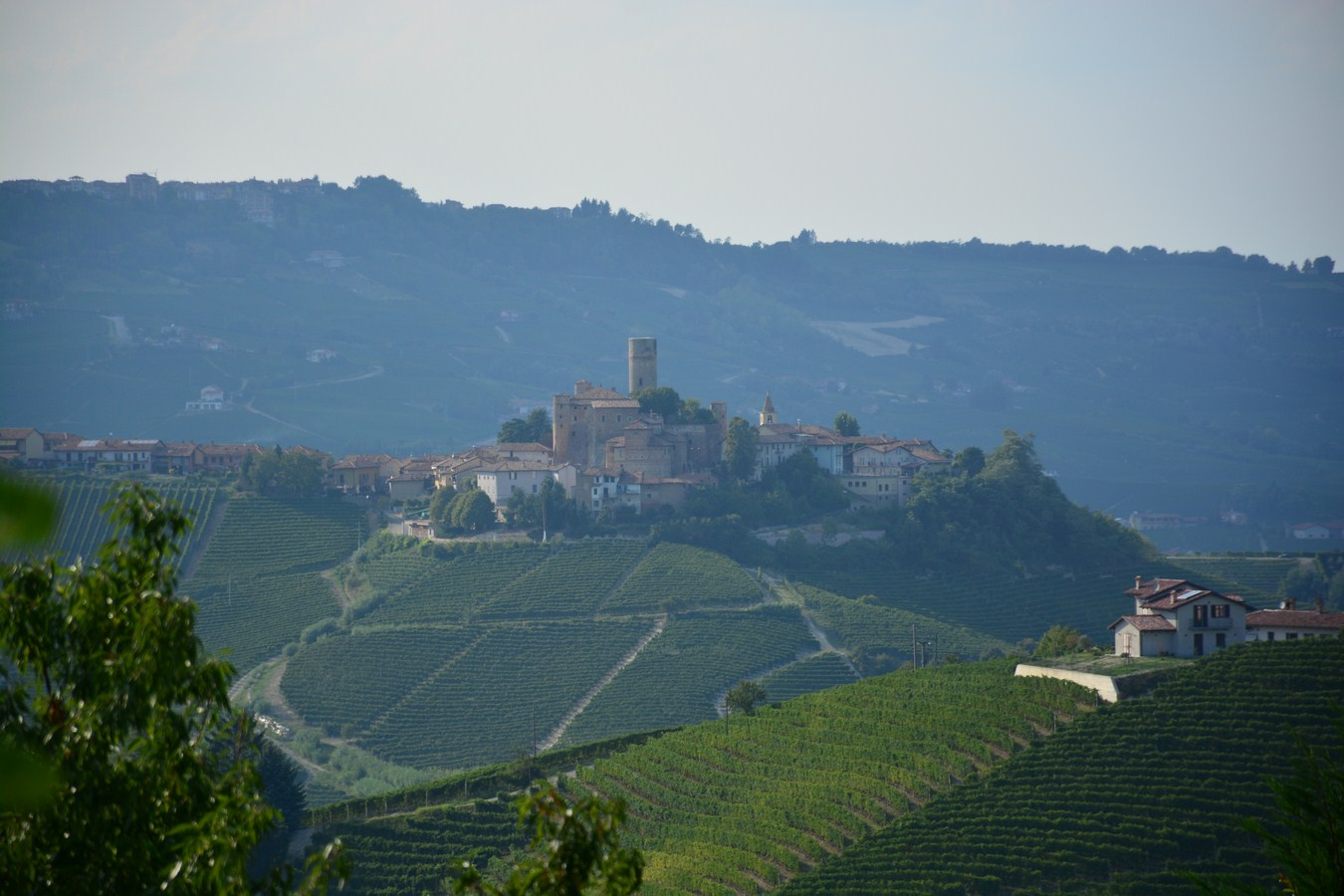
Sicht auf Sinio

Der Ortsname erscheint in der Urkunde von 991 mit „Sine“, später mit „Sinio“, „Sineo“ und „Sinnio“. Dies ist wahrscheinlich eine Vorwahl, die in -ICUS vom römischen Personennamen SINNIUS abgeleitet ist. Es gibt nur wenige historische Informationen über die frühen Ereignisse des Dorfes. Wir wissen nur, dass es zunächst den Markgrafen Del Carretto, dann der Familie Sforza unterstand und 1634 an die Familie Savoyen überging.
Aus historisch-architektonischer Sicht interessant sind die imposante Festung, gegründet auf den Überresten einer alten Burg, mit einer Steinfassade und die Märtyrerkirche San Frontiniano mit ihrer Backsteinfassade aus dem 19. Jahrhundert. Die Kirche der Madonna Annunziata, Sitz der Bruderschaft der Disciplinanti und schließlich die Kapellen San Sebastiano, Sant'Eufemia und Sant'Antonio da Padova sind ebenfalls historisch wertvolle Bauten.

## Kulinarische Spezialitäten
In Sinio werden Reben für den Dolcetto d’Alba, einen Rotwein mit DOC Status angebaut. Die Beeren der Rebsorten Spätburgunder und/oder Chardonnay dürfen zum Schaumwein Alta Langa verarbeitet werden.